# Chaînons Kitimat
Les chaînons Kitimat (en anglais : Kitimat Ranges) sont des montagnes de la chaîne Côtière des chaînes côtières du Pacifique. Elles sont situées entièrement en Colombie-Britannique, au Canada, entre les chaînons Boundary au nord et les chaînons du Pacifique au sud, sur une superficie d'environ 62 777 km2.

## Subdivisions
- Chaînons Kitimat :
  - Chaînon Bare Top ;
  - Chaînon Countess of Dufferin ;
  - Chaînon Kitlope ;
  - North Coastal Archipelago :
    - Chaînon Bell,
    - Chaînon Burnaby,
    - Chaînon Cape,
    - Chaînon Chismore,
    - Chaînon Murphy,
    - Chaînon Richardson,
    - Chaînon Spiller,
    - Chaînon Williams,
    - Chaînon Wimbledon ;

  - Chaînon Tenaiko.